# Drum național 31
Der Drum național 31 (rumänisch für „Nationalstraße 31“, kurz DN31) ist eine Hauptstraße in Rumänien.

## Verlauf
Die Straße zweigt bei Ceacu nordwestlich von Călărași vom Drum național 3 nach Westen ab und verläuft nördlich parallel in einigem Abstand zur Donau über Mânăstirea nach Oltenița, wo sie auf den Drum național 4 trifft, an dem sie endet. Von Oltenița aus führt eine Donaufähre nach Tutrakan (Тутракан) in Bulgarien.
Die Länge der Straße beträgt rund 60 km.